# Підрядне речення
Підрядне речення, підрядна (предикативна) частина — синтаксично залежна частина складнопідрядного речення, яка повністю або частково зберігає ознаки простого речення і граматично підпорядковується головній частині.
Смислові й граматичні зв'язки між головною й підрядною частинами виражаються за допомогою підрядних сполучників, сполучних слів, порядку розташування частин складнопідрядного речення, співвідношенням видо-часових і способових форм дієслів-присудків. Наприклад: Поезія співає в серці, хоч її й не витягнеш на папір (Досвітній О.); Як не буде птахів, то й людське серце стане черствим (Стельмах М.)
Сполучники виконують лише граматичну роль — є засобом приєднання підрядної частини до головної: Моря перелетиш і не впадеш, Допоки буде в серці рідна мова (Павличко Д.).
Сполучні слова — вказівні займенникові слова (вказівні займенники або займенникові прислівники), які поєднують граматичну функцію (функцію приєднання підрядної частини до головної) з функцією члена речення. У реченні «Поганий той учений, який не мріє про відкриття» (Цюпа І.) займенник «який» виконує подвійну роль — сполучає підрядну частину з головною і в підрядній виступає підметом до присудка «не мріє». Головна й підрядна частини поєднуються двома видами підрядного зв'язку: прислівним і детермінантним.
Підрядний зв'язок — тип синтаксичного зв'язку між предикативними частинами в складнопідрядному реченні, коли один із компонентів є головним, інший — залежним.

## Види
- Допустове
- Мети
- Міри та ступеня
- Місця
- Наслідкове
- Означальне
- Порівняльне
- Присудкове
- Причини
- Способу дії
- Умовне
- Часу